# Ziad Jarrah
Pour les articles homonymes, voir Jarrah (homonymie).
 (novembre 2023).
Si vous disposez d'ouvrages ou d'articles de référence ou si vous connaissez des sites web de qualité traitant du thème abordé ici, merci de compléter l'article en donnant les références utiles à sa vérifiabilité et en les liant à la section « Notes et références ».
Ziad Samir Jarrah, né le 11 mai 1975 à Beyrouth (gouvernorat de Beyrouth, Liban) et mort le 11 septembre 2001 à Shanksville (Pennsylvanie, États-Unis), est le chef du groupe et le pirate de l'air ayant piloté l'avion du vol United Airlines 93 pendant l'attaque terroriste du 11 septembre. Jarrah est soupçonné d'avoir pris la place du pilote et d'avoir sans succès voulu le faire s'écraser sur le Capitole.
Ziad Jarrah était aussi connu sous d'autres noms comme : Ziad Samir Al-Jarrah, Zaid Jarrahi, Ziad Jarrah Jarrat, et Ziyad Samir.

## Biographie
Après une éducation et une vie aisée, Ziad Jarrah était le seul parmi les pirates de l'air à avoir eu une fiancée et conservé d'étroites relations avec sa famille. Au cours de l'enquête, il y eut quelques questions au sujet de la présence ou non de Ziad Jarrah sur le vol 93, mais la commission du 11 septembre conclura qu'il ne pouvait y avoir d'erreur sur l'identité du terroriste pilotant le Boeing 757-200.
Ziad Jarrah est né le 11 mai 1975 à Mazraa au Liban dans une famille sunnite aisée. Quand Jarrah eut sept ans, Israël envahissait le Liban. Ses parents l'envoyèrent dans une école privée catholique à Beyrouth du nom de La Sagesse ; pendant sa scolarité il se porte volontaire pour aider les enfants handicapés et dirige même un programme anti-drogue. Ses résultats scolaires étant médiocres, ses parents décideront de lui prendre un professeur particulier en mathématique, physique et chimie. 
Jarrah était très proche de sa famille et particulièrement de son oncle Assem Omar Jarrah dont le permis de travail sera plus tard retrouvé dans les décombres avec le passeport de Ziad. Étant enfant il rêvait de piloter des avions, mais son père s'y opposa ; il déclarera plus tard au Wall Street Journal : « ayant un seul fils je craignais que son avion ne s'écrase ».
De 1995 à 1996, les parents de Jarrah ont confirmé qu'il vivait au Liban alors qu'au même moment une personne du même nom louait un appartement à Brooklyn, New York, le propriétaire déclara que la photo du FBI correspondait bien à la personne à qui il avait loué l'appartement.
Au printemps 1996, il part pour l'Allemagne avec son cousin Salim pour suivre des cours d'allemand à l'université de Greifswald. Il reçoit un certificat pour les étrangers ne parlant pas la langue pour pouvoir étudier dans ce pays. Pendant qu'il partage son appartement avec son cousin, il se rend fréquemment en discothèque ou à la plage pour faire la fête et il fréquente de moins en moins la mosquée. Il rencontre une fille turque du nom d'Aysel Sengun qui étudie pour devenir dentiste, ils deviennent vite très proches et vivront même ensemble brièvement. Par la suite, ils célèbreront de façon non officielle un mariage le 1er avril 1999.
En 1997, Jarrah quitte Greifswald et commence ses études en tant qu'ingénieur dans l'aérospatiale à l'université des sciences appliquées de Hambourg, il trouve également un travail chez Volkswagen dans un atelier de peinture près de Wolfsbourg. Pendant qu'il loue un appartement à Hambourg, Rosemarie Canel peindra un portrait de lui qu'il offrira en cadeau à sa mère en décembre.
Jarrah est soupçonné d'être entré en relation avec la cellule de Hambourg, bien qu'il ne soit pas établi qu'il ait vécu avec ses membres ou qu'il les ait connus à cette époque.

### Entraînement en Afghanistan
Fin 1999, Ziad Jarrah, Mohammed Atta, Marwan al-Shehhi, Said Bahaji, et Ramzi Binalshibh décident de partir en Tchétchénie pour combattre les Russes. Par la suite  ils seront convaincus par Khalid al-Masri et Mohamedou Ould Slahi à la dernière minute et se dirigent en Afghanistan pour rencontrer Oussama ben Laden et suivre un entraînement terroriste ; ils seront informés du secret de leurs missions et renvoyés en Allemagne pour s'inscrire à des écoles aéronautiques de pilotage. En 1999 Jarrah sera filmé au mariage de Said Bahaji en compagnie d'autres futurs pirates de l'air dont Marwan al-Shehhi.
En 2000, il déclare le vol de son passeport et reçoit un duplicata comme les autres pirates de l'air Atta et al-Shehhi l'avaient fait un mois auparavant. Jarrah quitte son université et commence par rechercher des écoles de pilotage dans le but, déclare-t-il, de réaliser son rêve d'enfance et devenir un pilote. Après avoir cherché dans plusieurs pays, il décide qu'aucune école en Europe ne lui convient et part pour les États-Unis.

### Arrivée aux États-Unis
Jarrah semble apparemment être rentré aux États-Unis à sept reprises ce qui est plus que les autres terroristes. Le 21 mai 2000, il reçoit son visa étudiant et arrive sur place pour la première fois le 27 juin 2000 à Atlanta en Géorgie par un vol en provenance de Munich. Il voyage alors en Floride pour suivre des leçons de pilotage. Beaucoup des élèves de pilotage se souviennent de lui comme d'une personne serviable et de toute confiance qui aimait aussi s'amuser et boire une bière de temps en temps. Jarrah suivra des leçons de pilotage de juin 2000 au 15 janvier 2001.
Jarrah a été le seul des pirates de l'air à n'avoir jamais vécu avec les autres terroristes, il partagea son appartement avec un étudiant allemand du nom de Thorsten Biermann. Ziad se rend quelques fois en Allemagne pour voir sa fiancée, l'appelle et lui envoie des courriels presque chaque jour.
Jarrah obtient sa licence pour voler sur de petits appareils et commence son entraînement sur des avions plus gros. Il se rend à Beyrouth pour voir sa famille et invite sa fiancée Sengun à venir le rejoindre aux États-Unis pendant dix jours, Sengun suivra même des cours de pilotage avec Ziad. Milieu 2000, il se rend encore à Beyrouth pour rendre visite à son père qui doit subir une opération à cœur ouvert et se rend une nouvelle fois en Allemagne pour voir sa fiancée.
À son retour aux États-Unis, il passe avec le UAE où il est initialement questionné par les autorités à la demande de la CIA le 30 janvier 2001, il avoue s'être rendu en Afghanistan et au Pakistan, mais cela sera démenti par la CIA et la commission du 11 septembre n'en fera pas mention. L'école de pilotage de Floride déclarera qu'il y a étudié jusqu'au 15 janvier 2001.
Le 6 mai, Jarrah s'inscrit pour deux mois au club de fitness à Dania Beach en Floride, il renouvellera son inscription pour encore deux mois et paiera entre 500 et 1 000 $ pour suivre des cours de close combat avec Bert Rodriguez. Ziad sera le sixième parmi les neuf terroristes à avoir ouvert un compte bancaire à la banque SunTrust en y faisant un dépôt d'argent en juin 2001. Pendant ce mois de juin, Ahmed al-Haznawi qui arrive le 8 juin s'installe avec lui, Jarrah loue un nouvel appartement à Lauderdale-by-the-Sea après que les deux hommes donnent au propriétaire une photocopie de leurs passeports allemands, qui sera par la suite remis aux mains du FBI.
Le 25 juin Jarrah accompagne al-Haznawi à hôpital Holy Cross à Fort Lauderdale de Floride. Al-Haznawi sera traité par le docteur Christos Tsonas qui lui prescrira des antibiotiques pour soigner une coupure à son mollet droit, Jarrah déclarera que son ami s'est cogné contre une valise, mais les médias, plus tard, assimileront ceci à une infection due à de l'anthrax espérant ainsi lier cela aux attaques d'anthrax de 2001. Par la suite le FBI déclarera qu'il ne s'agit là que d'une rumeur car aucune trace de ce produit n'était présent aux endroits visités par les terroristes.
Vers le milieu du mois de juillet 2001, certains pirates de l'air et membres de la cellule de Hambourg se sont rencontrés près de Salou en Espagne pendant une période de quelques jours à deux semaines. Bien que les registres des hôtels ne mentionnent pas grand-chose à ce sujet, il est probable que le groupe ait pu vivre la plupart du temps dans une des résidences du leader d'Al-Qaïda en Espagne Imad Yarkas. Après le 9 septembre, les enquêteurs espagnols ont suivi les traces et leurs découvertes furent éditées dans le journal national El Pais. Des témoins ont dit aux enquêteurs avoir vu un homme ressemblant à Marwan al-Shehhi le 17 juillet 2001 au studio Universal de PortAventura près de Salou en Espagne. Ce visiteur qui était accompagné de deux hommes demandait des renseignements au service clients au sujet du parc, les témoins indiquent que ses compagnons ressemblaient à Ziad Jarrah et Said Bahaji bien que ce dernier pût ressembler à Mohammed Atta qui se trouvait aussi en Espagne dans la même région.

### Attentats du 11 septembre 2001
Le 11 septembre, il embarqua à bord du vol United Airlines 93 et s'assit en siège 1B. Trois quarts d'heure après le décollage, il participa au détournement et prit les commandes de l'avion.
Certains passagers utilisent les téléphones de bord pour prévenir que leur avion est détourné et sont alors informés du détournement des avions lancés contre le World Trade Center et le Pentagone. Devinant qu'ils risquent le même sort, les passagers décident de s'attaquer aux pirates de l'air. Les terroristes provoquent alors un crash à 10 h 03 pour empêcher la prise de contrôle par les passagers.